# Altica bulgharensis
Altica bulgharensis es una especie de coleóptero de la familia Chrysomelidae. Fue descrita científicamente por primera vez en 1969 por Král.